# سفارة السويد في أفغانستان
سفارة السويد في أفغانستان هي أرفع تمثيل دبلوماسي لدولة السويد لدى أفغانستان. تقع السفارة في كابل وهي تهدف لتعزيز المصالح السويدية في أفغانستان.

## وصلات خارجية
- قائمة سفارات السويد
- قائمة السفارات في أفغانستان